# Gli orsetti del cuore

Logo

Gli orsetti del cuore (Care Bears) sono una famiglia di personaggi creati da American Greetings, nel 1981, come soggetti per cartoline di auguri. Si tratta di orsacchiotti di pezza, colorati con tinte pastello; ciascuno dei quali ha sul petto un diverso simbolo. Esiste anche una serie di personaggi correlata, i cugini degli orsetti del cuore, che comprendeva scimmie, leoni e altri "animali della foresta".
In seguito, su questi personaggi furono sviluppati una linea di prodotti commercializzata nel 1983 (che includeva gli stessi orsetti, prodotti dalla Kenner), una serie televisiva omonima (trasmessa negli USA dal 1985 al 1988 e replicata più volte anche sulle reti italiane) e tre film prodotti da Nelvana: The Care Bears Movie (1985), Care Bears Movie II: A New Generation (1986) e The Care Bears Adventure in Wonderland (1987). Questi film descrivono gli orsetti del cuore come una comunità felice che abita nella "città sulle nuvole" di Tantamore, nel magico regno di Premura, dove si trova anche la Foresta dei Sentimenti in cui vivono i cugini degli orsetti. Dal simbolo sul petto degli orsetti scaturisce un raggio d'amore che sconfigge il male scaldando il cuore di chi viene colpito.

## Storia
Gli Orsetti del cuore nascono come un set di personaggi creati nel 1981 per una serie di cartoline di auguri della American Greetings, disegnati dall'artista Elena Kucharik. L'immensa popolarità degli orsetti portò nel 1983 la Kenner Products a produrre una linea di peluche sugli Orsetti del cuore.
Ogni Orsetto ha un colore differente e un simbolo disegnato sulla pancia, che lo contraddistingue e che è distintivo della sua personalità. Questo simbolo viene chiamato "tummy symbol". Poco dopo il rilascio della prima serie di orsetti vengono prodotti anche i "Cugini degli Orsetti del cuore", dei peluche raffiguranti un leone, una scimmia, un pinguino, un coniglio e altri animali con le stesse caratteristiche degli Orsetti del cuore.
Gli Orsetti del cuore appaiono anche in una serie televisiva andata in onda dal 1985 al 1988, e proseguita poi nella forma di tre lungometraggi di animazione: Gli orsetti del cuore - Il film (1985), Gli orsetti del cuore 2 - La nuova generazione (1986), e Gli Orsetti del Cuore nel Paese delle Meraviglie (1987).
Nel 2002 gli orsetti sono stati rilanciati con una nuova linea di giocattoli. Prodotti dalla Play-Along Toys, i nuovi pelouche offrono nuove caratteristiche, come le pance che si illuminano quando vengono premute, orsetti che fanno aerobica, e orsetti che brillano al buio. Come parte di questo revival, gli orsetti figurano anche in due nuovi film di animazione: Gli orsetti del cuore - Una giornata a Giocattolandia (2004) e Nuovi arrivi agli orsetti del cuore (2005).
Nel 2007 vengono nuovamente rilanciati in occasione del venticinquesimo anniversario della loro nascita. Viene quindi commercializzata una nuova linea di giocattoli e il film Gli orsetti del cuore: Pasticciorso alla riscossa.
Il trademark e i diritti d'autore degli Orsetti del cuore appartengono ancora alla American Greetings.

## I personaggi
| Nome                     | Colore | Colore             | Simbolo                 |
| ------------------------ | ------ | ------------------ | ----------------------- |
| Tenerorso (Tenderheart)  |        | arancia brunastra  | cuore                   |
| Allegrorsa (Cheer)       |        | rosa garofano      | arcobaleno              |
| Brontolorso (Grumpy)     |        | blu indaco         | nuvoletta               |
| Mattacchiorso (Funshine) |        | giallo sole        | sole sorridente         |
| Amororsa (Love-a-Lot)    |        | rosa magenta       | due cuoricini           |
| Amicorso (Friend)        |        | arancio giallastro | margherite              |
| Bisbigliorso (Secret)    |        | magenta            | lucchetto               |
| Festorso (Birthday)      |        | giallo dorato      | torta di compleanno     |
| Superorso (Champ)        |        | blu reale          | coppa                   |
| Generorso (Share)        |        | lavanda            | frappé                  |
| Fortunorso (Good Luck)   |        | verde irlandese    | quadrifoglio            |
| Dormigliorso (Bedtime)   |        | blu acqua          | luna                    |
| Magicorsa (Wish)         |        | turchese chiaro    | stella cadente          |
| Armoniorsa (Harmony)     |        | violetto           | cuore con due cuoricini |
| Nonna orsa (Grams)       |        | blu scuro          | rosa                    |
| Baby orso (Hugs)         |        | celeste            | stellina                |
| Baby orsa (Tugs)         |        | rosa chiaro        | stellina e cuore        |
| Fedelorsa (True Heart)   |        | bianco             | stella multicolore      |

## Merchandise
Oltre alla linea di peluche, gli Orsetti del cuore sono stati sfruttati per una larghissima gamma di prodotti.

### Libri
Diversi libri per bambini si sono basati sui personaggi degli Orsetti del cuore e i loro cugini. Alcune pubblicazioni particolarmente degne di nota sono "Meet the Care Bear Cousins" (basato sulla storia del primo film), "Sweet Dreams for Sally", "The Witch Down the Street", "The Trouble with Timothy", e "A Sister for Sam". Tutti questi titoli sono stati pubblicati dalla Parker Brothers, licenziataria del marchio. Durante gli anni '80 sono stati venduti oltre 45 milioni di libri.

### Musica
Nel corso degli anni sono stati pubblicati diversi dischi (dapprima 33 giri, in seguito CD), con canzoni ispirate (o cantate) agli Orsetti del Cuore. Tutte le canzoni degli Orsetti sono state scritte, prodotte e spesso anche cantate da Mark Volman e Howard Kaylan (anche conosciute come Flo & Eddie, precedenti membri del gruppo Mothers of Invention del periodo di Frank Zappa, cioè dal 1970 al 1972).
Dischi editi dalla Kid Stuff Records:
- Introducing the Care Bears (1983)
- The Care Bears Care For You (1983)
- Adventures in Care-a-lot (1983)
- The Care Bears' Christmas (1983)
- The Care Bears Birthday Party (1984)
- The Care Bears Movie: Original Soundtrack Album (1985)
- Care Bears Movie II: Original Soundtrack Recording (1986)
- Friends Make Everything Better (1986)

Dischi editi dalla Madacy Kids:
- Meet the Care Bears (2004)
- Journey to Joke-a-lot Soundtrack (2004)
- Care Bears Holiday Hugs (2004)
- Care Bears Karaoke: Sing Like a Star (2004)
- Care Bears Nighty-Night (2005)
- Care Bears Christmas Eve (2006)

### Videogiochi
Nel 2001 è stato sviluppato il primo videogioco non ufficiale degli Orsetti del cuore, col titolo "Care Bears Volleyball", un gioco di pallavolo per due giocatori, con protagonisti gli orsetti.
Nel 2004 vengono pubblicati Care-a-lot Jamboree e Let's Have a Ball!, due videogiochi (stavolta ufficiali) per PC. L'anno seguente esce Catch a Star per PC, e Care Bears Care Quest per Game Boy Advance.
Recentemente è stato pubblicato il gioco educativo per console Care Bears: A Lesson in Caring, edito dalla V.Smile.

### Teatro
Nel 2005 gli Orsetti del cuore sono stati protagonisti di uno spettacolo dal vivo, chiamato "Care Bears Live", organizzato dalla VEE Corp. Il tour ha girato gli Stati Uniti, e l'ultimo spettacolo è stato portato in scena nel luglio 2006.

## Serie animate
Dal franchise sono state tratte anche cinque diverse serie animate uscite rispettivamente nel 1985, 2007, 2012, 2015 e 2019.

## Modelli
Alcuni elementi del franchise de Gli orsetti del cuore sono un omaggio alla leggenda di re Artù. Per esempio, il nome originale del posto in cui abitano gli orsetti è Care-a-lot (letteralmente "curare" o "tenerci tanto"), un gioco di parole che allude al leggendario castello di re Artù Camelot. Inoltre gli orsetti si riuniscono intorno a una tavola rotonda, come quella usata da Artù e i suoi cavalieri. Il nome di Lancillotto (Lancelot in inglese), poi, ha ispirato il nome dell'orsetto Love-a-lot ("amare tanto"). Per finire anche il nemico principale del cartone animato, Cuore nero è in qualche modo un riferimento al cavaliere nero sconfitto proprio da Artù.